# Vinnie Paz

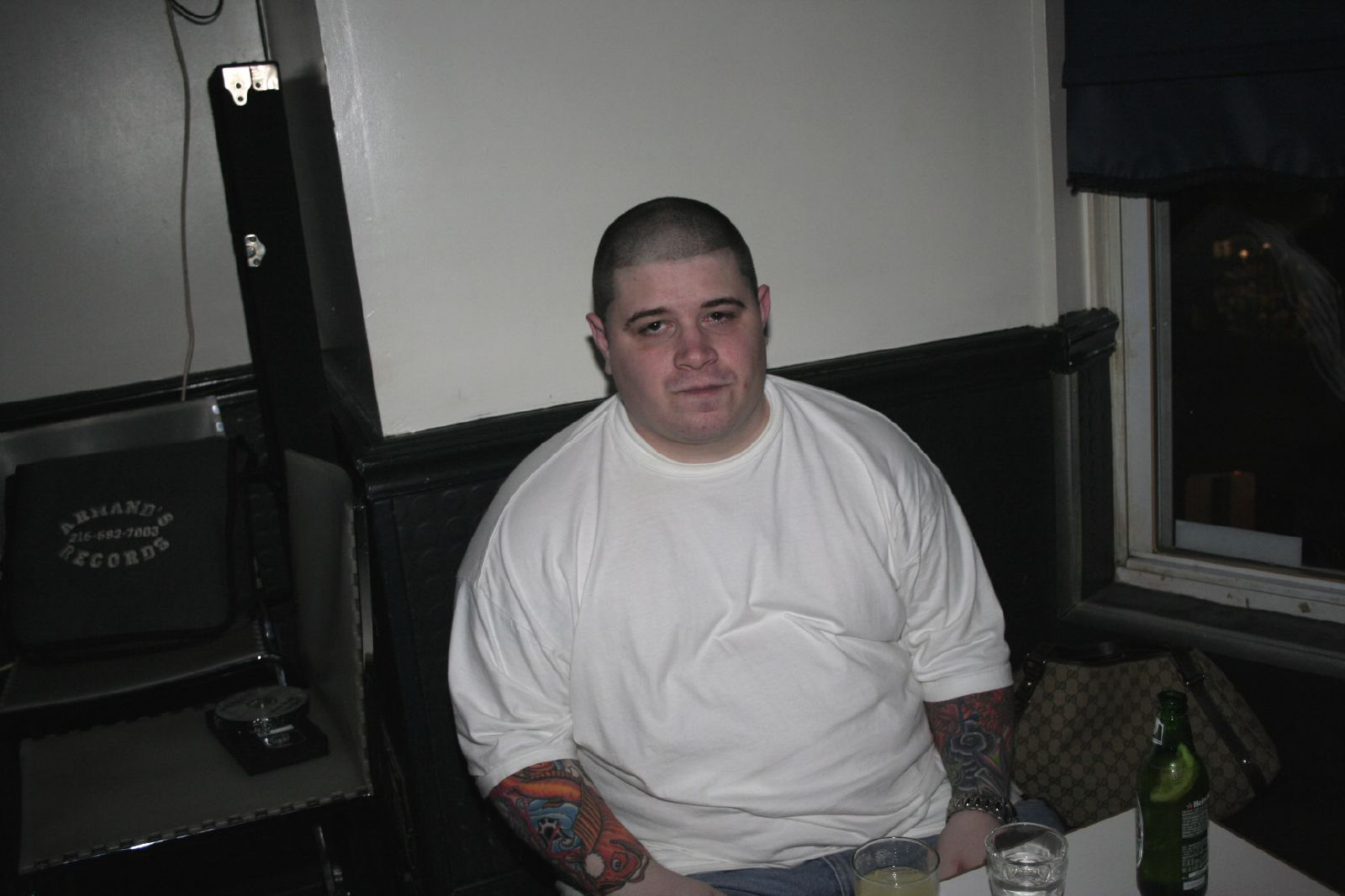
Vinnie Paz 2006.

Vinnie Paz, född 5 oktober 1977 i Agrigento på Sicilien, är en italiensk-amerikansk rappare från Philadelphia, USA, och medlem i Jedi Mind Tricks och Army of the Pharaohs. Hans riktiga namn är Vincenzo Luvineri och hans ursprungliga alias var Ikon the Verbal Hologram. Namnet Vinnie Paz kommer från den italienska boxaren Vinny Paz som i verkligheten heter Vinny Pazienza. Vinnie Paz växte upp med Vinny Paz som idol, och senare blev de båda goda vänner. 
Vinnie Paz har förutom studioalbum med Jedi Mind Tricks och Army of the Pharaohs släppt tre egna album, Season of the Assassin (2010) God of the Serengeti (2012) och Carry on Tradition (2013) samt album tillsammans med Ill Bill som Heavy Metal Kings. Dessutom har han släppt ett antal mixtapes och EP-skivor.

## Diskografi

### Soloalbum
- Season of the Assassin (2010)
- God of the Serengeti (2012)
- Carry on Tradition (2013)

### Samarbete
- Heavy Metal Kings (med Ill Bill, 2011)
- Heavy Metal Kings 2 (med Ill Bill, 2013)
- Heavy Metal Kings vs. DJ Muggs (TBA, med Ill Bill och DJ Muggs)

### EP
- Prayer for The Assassin (2010)

### Mixtapes
- Pazmanian Devil (2005)
- The Sound and the Fury (2006)
- Before the Assassin (2010)
- Fires of the Judas Blood (2011)
- The Priest of Bloodshed (2012)
- Digital Dynasty 23 (2013)